# Paul Nouwen

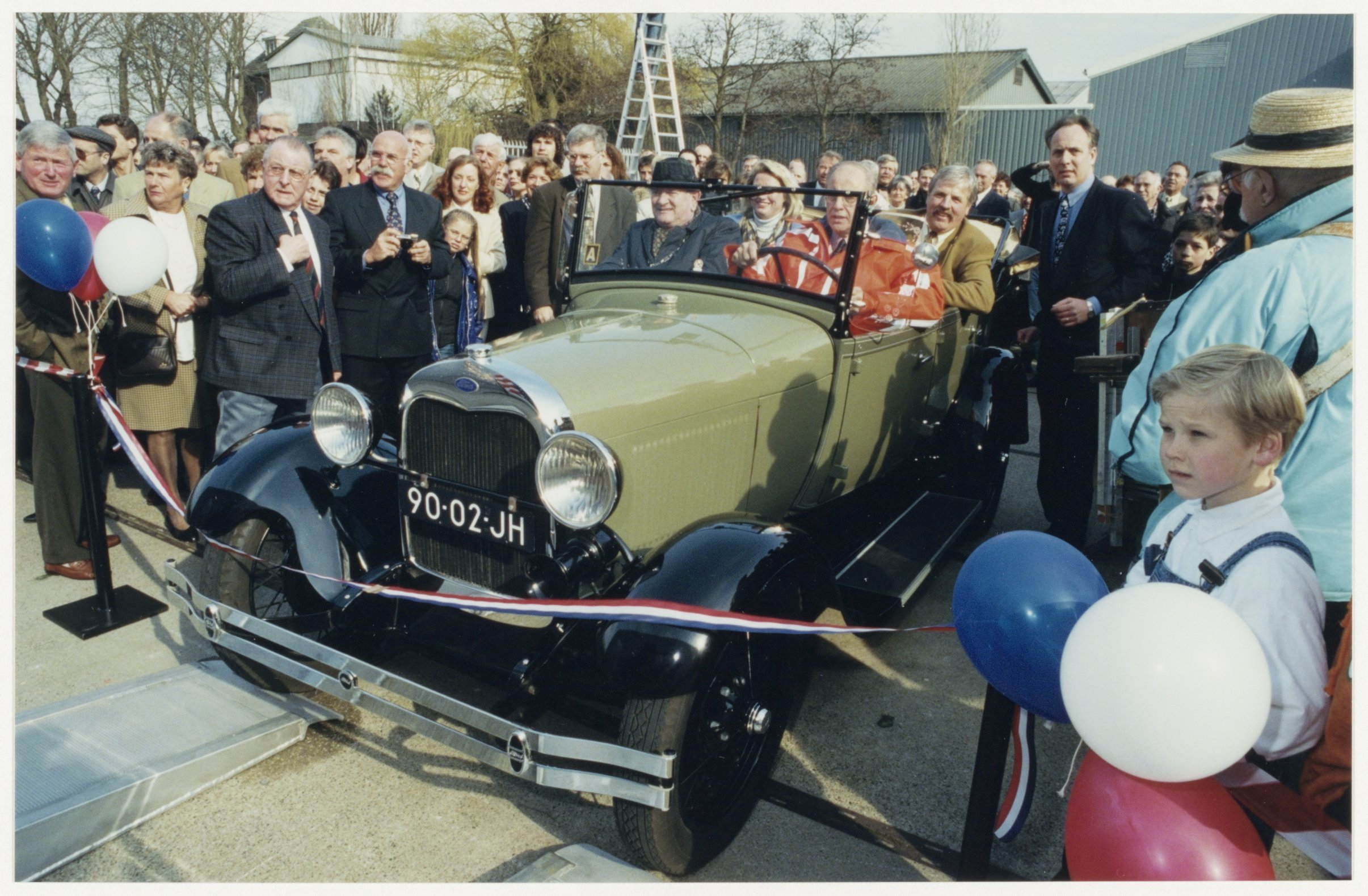
ANWB directeur Nouwen bij de opening van het Ford museum in Hillegom, 1997.

Paul Antoon Nouwen (Nijkerk, 18 juli 1934 - Rotterdam, 18 mei 2009) was een Nederlandse topfunctionaris en bestuurder.

## Levensloop
Opgegroeid in een katholiek gezin uit het zuiden des lands, werkte hij na zijn afstuderen in het Nederlands recht aan de Rijksuniversiteit Leiden van 1959 tot 1987 bij Nationale-Nederlanden. Daarna bekleedde hij van 1987 tot 1999 de functie van hoofddirecteur van de Koninklijke Nederlandse Toeristenbond ANWB en schopte het daarmee tot bekende Nederlander. Als ANWB-hoofddirecteur kantte hij zich tegen het plan van toenmalig minister van Verkeer Tineke Netelenbos om rekeningrijden in te voeren. Nouwen zag meer heil in de kilometerheffing. In 1999 werd zijn functie bij de ANWB overgenomen door Guido van Woerkom. In 2004 werd hij tot voorzitter van het Nationaal Platform Anders Betalen benoemd die de regering over het belasten van het weggebruik van advies moet dienen. In 2008 sprak hij zijn waardering uit voor het voornemen van het kabinet-Balkenende IV om de belasting van personenauto's en motorrijwielen (het BPM) in fases af te schaffen en te vervangen door de kilometerheffing. 
Nouwen voerde na zijn ANWB-periode een eigen adviesbureau. Ook zat hij in tal van besturen van organisaties, onder meer als voorzitter van de 'Nederlandse Vrienden van de Ben-Gurion Universiteit van de Negev' en als voorzitter van Mercy Ships Holland, een christelijke instelling die door middel van hospitaalschepen aan hulp- en ontwikkelingswerk doet.
Nadat hij tegen de eeuwwisseling al een hartinfarct had gekregen, overleed hij in 2009 op 74-jarige leeftijd aan een hartaanval. In 2011 werd de stichting "mr. Paul A. Nouwen Award" opgericht.  De stichting kent eenmaal per twee jaar een prijs toe aan iemand die zich verdienstelijk heeft gemaakt op het terrein van de mobiliteit.

## Familie
Paul Nouwen was een broer van de katholieke priester-publicist Henri Nouwen, wiens werk hij na diens overlijden regelmatig promootte. Zo was hij lid van de Raad van Advies van de in 1997 opgerichte Henri Nouwen Stichting.